# Perocetna kislina
Perocetna kislina-C2H4O3- je bistra, brezbarvna spojina. Ima oster, dražeč vonj. Dobro se topi v vodi in v alkoholu. Nastane v reakciji ocetne kisline in vodikovega peroksida. Je dezinfekcijsko sredstvo s širokim spektrom delovanja. 

## Identifikacija snovi ali pripravka:
Identifikacija snovi ali pripravka:
Dezinfekcijasko sredstvo za profesionalno uporabo.
 Uporaba snovi ali pripravka:
Dezinfekcijsko sredstvo, ki se uporablja v medicini ( učinkovito odstranjuje bakterije, glive, viruse, parazite in bakterijske spore, pospeši celjenje ran, razkuževanje instrumentov), v živilski( dezinfekcija embalaže) in tekstilni industriji (kot belilo), sterilizacija pitne vode,  razkuževanje odpadnih in industrijskih voda.
Perocetna kislina je v svojem antimikrobnem delovanju zelo podobna vodikovemu peroksidu, vendar ima določene prednosti:
- Učinkovito dezinficira že pri nizkih koncentracijah.
- Katalaza in peroksidaza je ne razgradita.
- Prisotnost organskih snovi v materialu, ki ga razkužujemo, ne zmanjša njegove učinkovitosti.

## Sestava s podatki o nevarnih sestavinah:
Ocetna kislina + vodikov peroksid = perocetna kislina

## Ugotovitve o nevarnih lastnostih:
R7 Lahko povzroči požar.

R20/21/22 zdravju škodljivo ob vdihovanju,v stiku s kožo in pri zaužitju.

R35 Povzroča hude opekline.

R37 Draži dihala

Klasifikacija ustreza aktualnim seznamom ES, vendar je dopolnjena s podatki iz strokovne literature in podatki podjetij.
Napotki za nevarnost:
Uporaba zaščitnih očal, gumijastih rokavic,zaščitne obleke,dihalna naobrazna maska s filtrom, previdno pri višjih koncentracijah.Snov je jedka in oksidativna.

## Ukrepi za prvo pomoč:
Simptomi
Simptomi zasrupitve s perocetno kislino: Utrujenost, bruhanje, driska, kašelj, oteženo dihanje, odpoved ledvic in smrt.
Vdihovanje

Para povzroča solzenje,lahko poškoduje roženico. Vdihovanje povzroči dražeč občutek v nosnih vodih, nevarnost pljučnega edema. V primeru nezavesti položaj in prevoz v stabilnem bočnem položaju.
Zaužitje

Ob zaužitju popiti obilo mleka ali mlačne vode in dovajati sveži zrak. Poiskati je potrebno zdravniško pomoč.
Stik s kožo in očmi:
Takojšnje izpiranje kože. Oči z odprto očesno režo več minut izpirati pod tekočo vodo, posvet z zdravnikom.

## Ukrepi ob požaru:
Večji požar gasiti z razpršenim vodnim curkom ali s proti alkoholu obstojno peno.
Posebne nevarnosti
Poškodbe dihalnih poti, kancerogenost,hude opekline.

Ob višjih temperaturah možna eksplozija snovi.

Primerna sredstva za gašenje

CO2, gasilni prah ali razpršeni vodni curek. 

Posebna zaščitna oprema za gasilce:
Ovezna uporaba dihalne zaščitne maske in kemično zaščitne obleke.

## Ukrepi ob nezgodnih izpustih
-Nositi zaščitno opremo

-Zavarovati nezaščitene ljudi

-Skrbeti za zadostno zračenje.
Previdnostni ukrepi, ki se nanašajo na ljudi:

Odstranitev iz prostora, prezračiti prostor
Ekološki zaščitni ukrepi
-Preprečiti, da snov pronica v kanalizacijo, kleti, jame.

-Razlito snov pobrati z materialom, ki veže nase tekočino( pesek, žagovina...).

-Pobrani material odstraniti v skladu s predpisi.

## Ravnanje z nevarno snovjo/pripravkom in skladiščenje
Ravnanje
-Poskrbeti za dobro zračenje-izsesavanje

-Preprečevati nastajanja aerosola

-V skladu z navodili o ravnanju s kemikalijami

-samo za profesionalno uporabo
 Skladiščenje
-Hranit v originalni posodi.

-Hraniti ločeno od alkalij,reducentov, vnetljivih materialov.

-Hraniti na hladnem.

-Posodo imeti zaprto.

## Nadzor nad izpostavljenostjo/varnost in zdravje pri delu
Obvezna uporaba zaščitnih sredstev(opisana zgoraj), prezračevanje prostora.

## Fizikalne in kemijske lastnosti
oblika:                          tekočina

barva:                           brez

vonj:                            oster, dražeč,kiselkast

tališče:                         1180C

vrelišče:                        ni določeno

vnetišče:                        4850C- ni uporaben

samovnetljivost:                 ni samovnetljiv

meje eksplozije:                 spodnja: 4,0 %Vol

parni tlak pri 200C:  23hPa

gostota pri 200C:     1,12g/cm3 

topnost:                         v vodi, alkoholu

## Obstojnost inreaktivnost
Termična razgradnja:                    Pri uporabi v skladu z navodili se ne razgradi.

Snovi, ki se jim je potrebno izogniti:  nečistoče, katalizatorji razkroja, alkalije, reducenti, vnetljivi materiali.

Nevarne reakcije:                       reakcije z alkalijami (lugi)

Nevarni produkti razkroja:              kisik

## Toksikološki podatki
- Zdravju škodljiv

- Močno razjeda sluznico

- Oči močno razjeda

- Ob vdihavanju draži, lahko povzroči pulmonarni edem

- Jedko

- Ob požiranju močno razjeda ustno votlino in žrelo: nevarnost perforacije požiralnika in želodca.

- Na koži povzroča nekrozo

- Je potentni začetnik tumorjev in šibek karcinogen.

- Inhalacije povzročije poškodbe možganov, smrt.<br /

## Ekotoksikološki podatki
-stopnja eliminacije:                     Ni določeno

-Mobilnost in bioakumulacijski potencial: Ni določeno

-Toksično delovanje z ekološkega vidika:  Zelo strupeno za vodne organizme

-Karakteristike v čistilnih napravah:     Ni določeno

## Odstranjevanje
Odlaganje v skladu s predpisi lokalne zakonodaje, oz. v skladu z uradnimi predpisi.

Priporočeno čistilo: voda

## Transportni podatki
-Kategorija ADR/RID:                                         5,2 organski peroksidi

-Številka-oznaka nevarne snovi (gornja na oranžni tablici) : 539
  
-UN- številka ( spodnja na oranžni tablici):                 3109

-Embalažna skupina:                                          -

-Listek za nevarnost:                                        5,2+8

-Oznaka blaga:                                               3109 organski peroksid vrste F, tekoč (perocetna kislina)

## Zakonsko predpisani podatki o predpisih
-Proizvod je uvrščen in označen po smernicah ES/ uredbi za nevarne snovi

-Sredstvo je razvrščeno po zakonu po Zakonu o kemikalijah in Pravilniku o razvrščanju, označevanju in pakiranju nevarnih snovi-pripravkov.

-Črkovni znak in napis za opozarjanje nevarnosti: C= jedko, O= oksidativno

Komponente, ki določajo nevarnost in jih je treba etiketirati:
-Perocetna kislina

-Vodikov peroksid

-Ocetna kislina, koncentracije več kot 10 utežnih % ocetne kisline.

Stopnja nevarnosti:
- 7: lahko povzroči požar

- 20/21/22: Zdravju škodljivo pri vdihovanju, v stiku s kožo in pri vžitju.

- 35: Povzroča hude opekline

- 37: Draži dihala
Stopnje varnosti:
- 3/7: Hraniti v tesno zaprti posodi na hladnem.

- 14: Hraniti ločeno od katalizatorjev, alkalij, gorljivih substanc in reducentov.